# Lopharcha insolita
Lopharcha insolita es una especie de polilla de la familia Tortricidae. Se encuentra en Nueva Zelanda.